# Ring Freiheitlicher Jugend Österreich
Der Ring Freiheitlicher Jugend Österreich (RFJ) ist eine Jugendorganisation der Freiheitlichen Partei Österreichs (FPÖ). Der RFJ wurde am 3. Dezember 1958 als Verein in Wien gegründet. Derzeitiger Bundesobmann ist Maximilian Weinzierl. Das Dokumentationsarchiv des österreichischen Widerstandes ordnet den RFJ der rechtsextremen Szene zu.

## Funktion
Mit der Arbeit des RFJ sollen Kinder, Jugendliche und junge Erwachsene zwischen dem 14. und 30. Lebensjahr angesprochen werden. Dazu gehören neben explizit politischer Arbeit auch zahlreiche Angebote zur Freizeitgestaltung. Die Mitgliedschaft im RFJ schließt eine FPÖ-Mitgliedschaft nicht automatisch mit ein.

## Aufbau
Der RFJ verfügt über Landesgruppen in allen neun Bundesländern. Die Landesgruppen entsenden Delegierte in den Bundesjugendtag, wo Bundesobmann und Bundesvorstand gewählt werden.
Da diese Landesgruppen eigenständige Vereine sind, gibt es leichte Unterschiede in Aufbau und Organisation. Die Landesgruppen sind in Bezirksgruppen unterteilt, welche bei Bedarf wiederum in Ortsgruppen unterteilt werden können. Bezirksgruppen und Ortsgruppen werden meist nicht als eigenständige Vereine geführt, sondern sind Teil der jeweiligen Landesgruppe. Landesobmann und Landesvorstand werden analog zum Bundesvorstand von Delegierten aus den Bezirksgruppen gewählt. In den Bezirksgruppen (und Ortsgruppen) sind alle ordentlichen Mitglieder zur Wahl von Obmann und Vorstand stimmberechtigt. Bezirksobmänner sind im Landesvorstand mit Sitz und Stimme vertreten. Mitglieder im Alter von 6 bis 18 Jahren werden im Jungvolk betreut, dessen Richtlinien vom Landesvorstand genehmigt werden müssen. Im Jungvolk finden keine politischen Aktivitäten statt.

## Inhalte
Nach Eigenaussage bekennt sich der RFJ zum österreichischen Staat sowie dessen Einbettung in den „deutschen Kultur- und Volkskreis“. Zuwanderung wird vom RFJ als Überfremdung bezeichnet und abgelehnt. Der RFJ befürwortet ein „Europa der Völker“ und lehnt einen EU-Beitritt der Türkei ab. Stattdessen wird Partnerschaft zwischen EU und osteuropäischem Raum gefordert. Eine Stärkung von Bauern und Handwerkern wird befürwortet. Im Bildungsbereich fordert der RFJ eine „Entpolitisierung der Schulen“ im Sinne einer Abschaffung des Verbotsgesetzes. Der RFJ fordert des Weiteren eine Stärkung der Familie.
Außenstehende Beobachter attestieren dem RFJ eine inhaltliche Nähe zum Neonazismus.

## Bundesobmänner
- 1963–1964: Adolf Nesset
- 1964–1969: Waldemar Steiner
- 1969–1970: Ernst Kohlfürst
- 1971–1975: Jörg Haider
- 1975–1977: Wolfgang Fuchs
- 1977–1980: Christian Allesch
- 1980–1985: Hubert Gorbach
- 1985–1989: Alfred Ruhdorfer
- 1989–1993: Herbert Scheibner
- 1993–: Achim Kaspar
- 1995–1997: Roman Haider
- –2000: Josef Eltantawi
- 2000–2003: Rüdiger Schender
- 2003: Bernhard Egger
- 2003–2009: Johann Gudenus
- 2009–2011: Dominik Nepp
- 2011–2018: Udo Landbauer
- 2018–2023: Maximilian Krauss
- 2023– jetzt: Maximilian Weinzierl

## Verbindungen zum Rechtsextremismus
Der Ring Freiheitlicher Jugend wurde in der Vergangenheit mehrmals beschuldigt, in seinen Grundsätzen offen fremdenfeindlich zu sein.
Christoph Töfferl, ehemaliger Landespressereferent des RFJ-Kärnten, der sich mit dem Wahlspruch „Unsere Ehre ist die Treue zur Heimat“ im Internet präsentierte, schrieb in einem Gastkommentar in der NPD-Zeitung Deutsche Stimme von einer „organisierten Umvolkungsmaschinerie“ und weiter: „Doch wehe, man bekennt sich zu seinen deutschen Wurzeln und ist stolz auf sein Volk mit seiner 1000-jährigen Geschichte. Dann haben einen die Bluthunde des Staates sofort gewittert.“
Im April 2007 fordert der damalige Deutschlandsberger RFJ-Funktionär Stefan Juritz die Abschaffung des NS-Verbotsgesetzes und die Freilassung von drei inhaftierten Aktivisten des neonazistischen Bunds freier Jugend, die er als „volkstreue Aktivisten aus Oberösterreich“ und als „politische Gefangene“ bezeichnete. Im August 2008 forderte der niederösterreichische Landesobmann des RFJ ebenfalls die Abschaffung des NS-Verbotsgesetzes.
Im Jahr 2007 wurden in Innsbruck sieben RFJ-Funktionäre wegen falscher Aussagen im Zuge von Ermittlungen wegen NS-Wiederbetätigung zu Geldstrafen verurteilt.
Das Bundeslied des RFJ Nur der Freiheit gehört unser Leben wurde von Hans Baumann ursprünglich für die Hitlerjugend gedichtet.

### Rassistische Äußerungen
Wegen Verstößen gegen die Subventionsrichtlinien beschloss eine Kommission in der Steiermark, die Jugendförderung vorerst für das zweite Halbjahr im Ausmaß von 5.000 Euro nicht auszubezahlen, mit der Begründung, der RFJ habe „fragwürdige, teilweise menschenverachtende und rassistische Äußerungen in Aussendungen und auf Flugzetteln“ verbreitet.
Konkret beanstandet wurden folgende Aussagen des RFJ-Landesobmannes Michael Winter, Sohn der ehemaligen Grazer FPÖ-Obfrau Susanne Winter:
- „[...] Mittlerweile stellt sich einem an fast jeder Straßenecke ein(e) „Neger(in)“ in den Weg, der/die Megaphon verkauft. Die Straßen sind öffentlicher Raum, auf denen man sich frei und vor allem ungestört als Bürger bewegen können sollte. In der gegenwärtigen Situation ist das auch durch die eben erwähnten Megaphon-Problematik nicht mehr möglich. Als Landesobmann des RFJ-Steiermark fordere ich daher für die alle Grazer: Freie Straßen statt Megaphon!“
- „Diese Regelung wäre auch ein sinnvoller Beitrag zur Verkehrssicherheit in Österreich.“ (über ein eventuelles Fahrverbotsgesetz für Schleierträgerinnen)
- „Wenn die Grazer ÖVP/SPÖ-Stadtregierung nicht mehr in der Lage ist unsere Jugendlichen vor sexuellen Übergriffen und brutalen Vergewaltigungen, wovon besonders junge Frauen und Mädchen betroffen sind, zu unterbinden, sollte sich VP-Nagl vielleicht überlegen ob er nicht als Sofortmaßnahme gegen muslimisch-türkische Vergewaltigungen eine Schaf-Herde im Stadtpark grasen lassen will.“ (unter der Überschrift „Lieber Sodomie als Vergewaltigungen“ über einen Vergewaltigungsfall in Graz)
- „Denn im Generellen scheint Geschlechtsverkehr mit Tieren im Islam eine gewisse Tradition zu haben.“ (zu einem Sodomiefall in Deutschland)

Die RFJ-Steiermark bezeichnet die Streichung der Förderung als „Gesinnungs-Terror [sic!], den es nicht einmal mehr in der größten Bananen-Republik gibt.“ Michael Winter wurde am 6. Oktober 2008 wegen einer dieser Aussagen in erster Instanz wegen Verhetzung verurteilt. Da Winter keine Berufung anmeldete, wurde das Urteil am 10. Oktober rechtskräftig.
Im Jänner 2011 wurde mit den Stimmen von ÖVP, SPÖ, FPÖ und KPÖ beschlossen, die Förderung des RFJ-Steiermark wieder aufzunehmen, Der Weg dazu wurde durch eine „Ehrenerklärung“ der RFJ-Mitglieder, mit der diese versicherten, niemals einen Kontakt zu der Neonazi-Seite Alpen-Donau-Info gehabt zu haben und auch niemals einen solchen aufnehmen zu wollen, freigemacht. Allerdings wurde ebendieser Kontakt sogleich durch die Veröffentlichung ebendieser „Ehrenerklärung“ auf der verleugneten Neonazi-Seite zweifelsfrei dokumentiert. Wenige Tage später wurde bekannt, dass ein im Jänner 2010 verübter Überfall mit rechtsradikalem Hintergrund auf ein Grazer Lokal, in dessen Zuge mehrere Lokalgäste schwer verletzt wurden, unter Beteiligung mehrerer dem RFJ nahestehender Personen stattfand.

### Verbindungen zum Bund freier Jugend
Im Februar 2007 wurde bekannt, dass der 2. stellvertretende RFJ-Bezirksobmann von Linz-Land, Andreas Retschitzegger, auch beim neonazistischen Bund freier Jugend aktiv war. Im Juli 2008 wurden weitere Verbindungen zwischen oberösterreichischen RFJ-Aktivisten und dem Bund freier Jugend bekannt. Mehrere Funktionäre des RFJ waren an BFJ-Aktivitäten beteiligt; bei einer Hausdurchsuchung beim stellvertretenden Perger Bezirksobmann wurde ein illegales Waffendepot beschlagnahmt; der ehemalige 2. stellvertretende Obmann von Linz-Land wird in der Anklageschrift gegen vier BFJ-Aktivisten als Führungskader bezeichnet. In einem Internetforum bezeichnete sich der Vorsitzende des RFJ Kirchdorf als „Nationalist“ und „Faschist“; er trägt eine Tätowierung in Form einer Odal-Rune. Der damalige Kirchdorfer Bezirksobmann war an einer Demonstration der NPD in Rostock und 2007 an einem Sommerfest des BFJ beteiligt.

## Internationaler Konflikt
In einem Posting hat die Freiheitliche Jugend (FJ) Kärnten vor der Landtagswahl in Kärnten 2023 vor einer „Slowenisierung Kärntens“ gewarnt. In einer Verbalnote protestierte Slowenien und pochte auf die Einhaltung des Staatsvertrags.